# Hans Ulrich (Politiker)
Hans Ulrich (* 17. November 1914 in Ueckermünde; † nach 1976) war ein deutscher Politiker der DDR-Blockpartei NDPD.
Hans Ulrich war der Sohn eines Handwerkers. Er nahm nach dem Besuch der Schule eine Lehre als Maurer auf und wurde Maurermeister. Später übernahm er als Diplom-Bauingenieur den Vorsitz der PGH „Aufbau“ in Ueckermünde. Am 1. Mai 1937 wurde Ulrich Mitglied der NSDAP (Mitgliedsnummer 5.528.698). Nach dem Zweiten Weltkrieg trat er der 1948 in der Sowjetischen Besatzungszone neugegründeten NDPD bei. Von 1963 bis 1976 war Ulrich Mitglied der NDPD-Fraktion in der Volkskammer der DDR.